# Pseudophryne occidentalis
Espèce
Statut de conservation UICN

 LC  : Préoccupation mineure
Pseudophryne occidentalis est une espèce d'amphibiens de la famille des Myobatrachidae.

## Répartition
Cette espèce est endémique du Sud-Ouest de l'Australie. Elle se rencontre jusqu'à 600 m d'altitude dans le sud-ouest de l'Australie-Occidentale. Son aire de répartition couvre environ 515 900 km2.

## Description
L'holotype de Pseudophryne occidentalis, un mâle, mesure 26 mm. Cette espèce a la face dorsale brun terne avec des marques plus claires sur le museau, le dessus des membres antérieurs, le coccyx, les genoux et les talons. Sa face ventrale est blanc taché de marbrures brunes.

## Étymologie
Son nom d'espèce, du latin occidentālis, « de l'ouest », lui a été donné en référence au lieu de sa découverte, le Comté de Bruce Rock en Australie-Occidentale.

## Publication originale
- Parker, 1940 : The Australasian frogs of the family Leptodactylidae. Novitates Zoologicae, vol. 42, no 1, p. 1-107 (texte intégral).